# James Thomson (entomologiste)

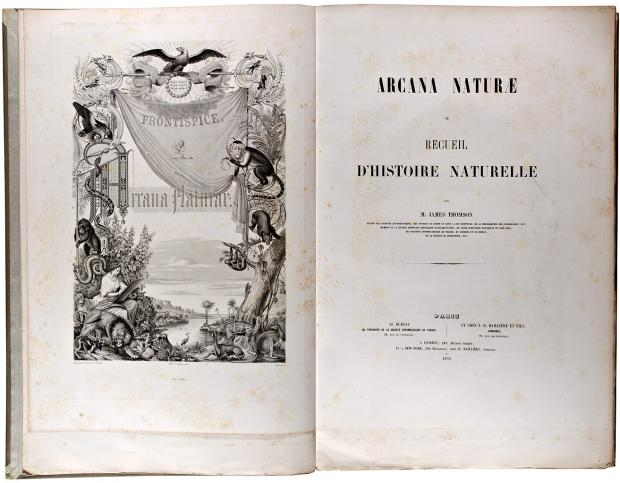
Frontispice d’Arcana naturae de James Thomson.

James Livingston Thomson (ou parfois Thompson), né le 15 mars 1828 dans l'État de New-York et mort le 9 décembre 1897 à Nice (quartier des Beaumettes), est un entomologiste américain qui fait sa carrière en France et qui s'est spécialisé dans les coléoptères.

## Vie privée
James Livingston Thomson est le fils de James Thomson et de Mary Livingston. Il nait dans l'État de New-York, dans une commune mentionnée sous Elderslie sur l'Hudson sur son acte de décès. Il est marié à Delia Parnell puis au décès de celle-ci se remarie à Anne Parsons, cette dernière étant encore en vie au décès de James. Il meurt à Nice à 7 heures du matin dans sa résidence nommée « Villa des Beaumettes » située dans le quartier du même nom.

## Carrière
James Thomson dispose d'une fortune personnelle qui lui permet de passer presque toute sa vie en France et de mener à bien ses études sur les coléoptères. Sa collection de cérambycidés, de buprestidés, de cétoines et de lucanidés est vendue après sa mort à René Oberthür.
James Thomson est membre de la Société entomologique de France.

## Quelques publications

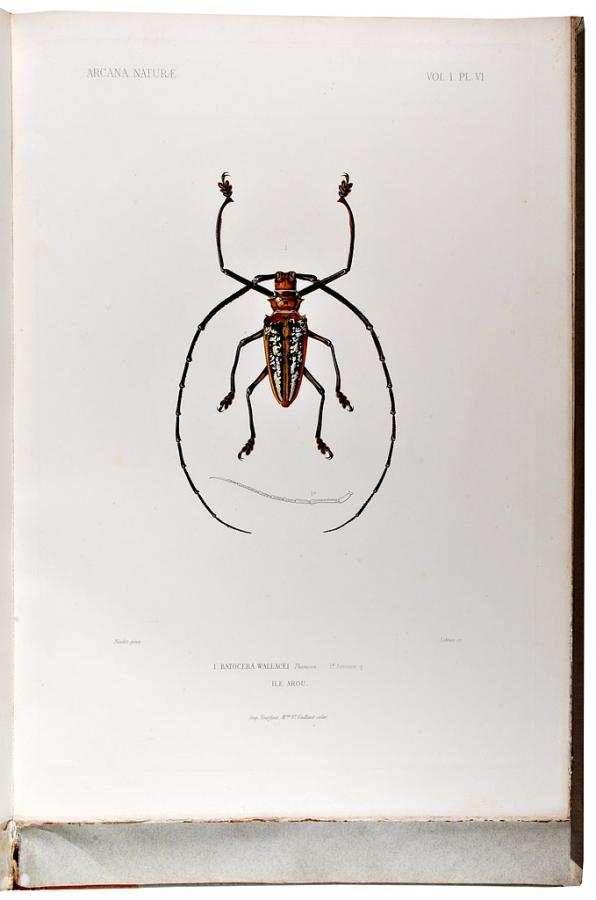
Planche d’Arcana naturae illustrant l'espèce Batocera wallacei.

- 1857 : Monographie des Cicindélides, ou exposé méthodique et critique des tribus, genres et espèces de cette famille par James Thomson Paris, J.-B. Baillière, 1857
- 1858 : Voyage au Gabon. Histoire naturelle des insectes et des Arachnides recueillis pendant un voyage fait au Gabon en 1856 et en 1857 par M. Henry C. Deyrolle sous les auspices de MM. le comte de Mniszech et James Thomson. in : Archives Entomologiques, Paris 2 : frontispice + 472 p., 14 pls.
- 1859 : Arcana naturae ou recueil d'histoire naturelle. Paris, chez J.-B. Baillière et Fils, 1859. Frontispice d'Hercule Nicolet
- 1860-1861 : Essai d'une classification de la famille des Cérambycides et matériaux pour servir à une monographie de cette famille, Paris
- 1864 : Systema Cerambycidarum ou exposé de tous les genres compris dans la famille des cérambycides et familles limitrophes. in Mémoires de la Société royale des sciences de Liège 19: 1-540.
- 1877 : Typi cerambycidarum Musei Thomsoniani, Paris, Émile Deyrolle

Yves Carton, Histoire de l’entomologie, 1989, p. 45 s.